# アン・スミス
アン・スミス（Anne Smith, 1959年7月1日 - ）は、アメリカ・テキサス州ダラス出身の元女子プロテニス選手。ダブルスの名手として活躍し、4大大会で女子ダブルス5勝、混合ダブルス5勝を挙げた。とりわけ、1980年から1981年にかけて同じ年のキャシー・ジョーダンと一緒に女子ダブルスの「キャリア・グランドスラム」を達成した点が傑出している。WTAツアーでシングルス2勝、ダブルス38勝を挙げた。自己最高ランキングはシングルス12位、ダブルス1位。

## 来歴
アン・スミスは18歳の時、1977年の全仏オープンジュニア女子シングルスで優勝し、この部門で最初のアメリカ人優勝者となった。1978年にプロ転向。1980年から1981年にかけて、スミスは同じ年のキャシー・ジョーダンとダブルスでペアを組み、1980年は全仏オープンとウィンブルドン、1981年は全米オープンと（当時は年末開催だった）全豪オープンで優勝し、同一ペアによる女子ダブルスの「キャリア・グランドスラム」を達成した。1980年全仏オープンでは、同じアメリカのウィリアム・マーティンとペアを組んだ混合ダブルスでも優勝し、2部門制覇を果たしている。1981年全米オープンで自身2度目の2部門制覇をした時は、混合ダブルスで南アフリカのケビン・カレンと組んで優勝した。1982年は全仏オープンの女子ダブルスでマルチナ・ナブラチロワとのペアで優勝し、ウィンブルドンと全米オープンではカレンとのペアで混合ダブルス2連勝を達成した。スミスとカレンの組は、全米オープンで混合ダブルス2連覇を達成したことになる。スミスはいろいろなタイプの選手たちとダブルス・パートナーを組み、その中には大ベテランになったビリー・ジーン・キング夫人さえも含まれていた。
シングルスでのアン・スミスは、1981年全米オープン、1982年ウィンブルドン、1982年全豪オープンで3度のベスト8進出がある。全仏オープンは1979年から1982年まで4年連続のベスト16に入ったが、上位に勝ち進むことができなかった。1982年のウィンブルドンだけは、敗れた相手は西ドイツのベッティーナ・バンジであったが、他の2度はマルチナ・ナブラチロワに完敗した。ナブラチロワは20歳代後半に入った1980年代前半から全盛期を迎えており、ダブルス・パートナーとしては心強い存在であったが、シングルスでは全く歯が立たなかったのである。
1984年の全仏オープン混合ダブルスで、アン・スミスは同じアメリカのディック・ストックトンとペアを組んで4年ぶり2度目の優勝を果たす。これが彼女の最後の4大大会ダブルス優勝になった。1985年に「テキサス・テニス殿堂」入りを果たし、シングルスでは1991年、ダブルスでは1992年まで現役を続行した。その後、彼女は2005年-2006年の2年間アメリカ国内のITFサーキット大会に再挑戦し、ダブルスでは1勝を記録した。その後、彼女はスタン・スミスと組んで全米オープンの「レジェンド部門」混合ダブルスに出場し、2007年と2008年の2年連続で優勝を遂げている。

## 4大大会ダブルス優勝
- 全豪オープン　女子ダブルス：1勝（1981年）
- 全仏オープン　女子ダブルス2勝（1980年・1982年）／混合ダブルス：2勝（1980年・1984年）
- ウィンブルドン　女子ダブルス：1勝（1980年）／混合ダブルス：1勝（1982年）
- 全米オープン　女子ダブルス：1勝（1981年）／混合ダブルス：2勝（1981年＆1982年）